# 정읍체육공원
정읍체육공원(井邑體育公園, Jeongeup Sports Park)은 대한민국 전라북도 정읍시에 있는 스포츠 시설 단지이다. 정읍종합경기장, 보조경기장, 정읍국민체육센터, 궁도장, 게이트볼장, 씨름장 등이 갖춰져 있다. 주경기장으로 활용되는 정읍종합경기장은 1991년 9월 27일에 준공되었다. 사업비 157억 원을 들여 정읍종합경기장 일대에 스포츠 시설을 확충하기 위한 공사가 2004년 12월 16일에 시작되었고, 2006년 7월에 체육 공원이 준공되었다.

## 참고 문헌
- “정읍체육공원”. 정읍시청.
- “정읍종합경기장”. 정읍시청.
- 〈정읍종합경기장〉. 《두피디아》. 두산.
- 《전국 공공체육 시설 현황 (2017년말 기준)》. 대한민국 문화체육관광부. 2019.
- 《2019년 전국 공공체육시설 현황 (2018년말 기준)》. 대한민국 문화체육관광부. 2020.

## 같이 보기
- 정읍종합경기장
- 정읍체육공원 보조경기장